# Molnicze
Molnicze (biał. Мольнічы; ros. Мольничи) – wieś na Białorusi, w obwodzie grodzieńskim, w rejonie nowogródzkim, w sielsowiecie Brolniki.
W dwudziestoleciu międzywojennym wieś leżała w Polsce, województwie nowogródzkim, w powiecie nowogródzkim.